# Tschaun
Der Tschaun (russisch Чаун) ist ein Fluss im Autonomen Kreis der Tschuktschen im äußersten Nordosten von Sibirien.
Der Tschaun entspringt auf dem Anadyr-Plateau am Nordwestrand des Elgygytgyn-Kraters. Im Oberlauf heißt der Fluss Maly Tschaun (Ма́лый Чаун, „Kleiner Tschaun“). Er durchfließt eine spärlich besiedelte Tundralandschaft in überwiegend nördlicher Richtung. Schließlich erreicht der Tschaun die Tschaunbucht an der Küste der Ostsibirischen See. Der Tschaun und der von Osten kommende Paljawaam bilden einen gemeinsamen Mündungsbereich, in welchem sich deren Flussarme vereinigen und wieder trennen. Unmittelbar westlich mündet der Putschewejem. Die wichtigsten Nebenflüsse des Tschaun sind Ugatkyn von links und Milguwejem von rechts. Der Tschaun hat eine Länge von 205 km. Sein Einzugsgebiet umfasst 23.000 km².